# Néocuproïne
La néocuproïne est un composé organique hétérocyclique et un agent chélatant. Les ligands de phénanthroline ont été mis en évidence pour la première fois à la fin du 19e siècle, et les dérivés de phénanthroline, substitués aux positions 2 et 9, sont parmi les plus étudiés des phénanthrolines modifiées,.  

## Synthèse et structure
La néocuproïne peut être préparée à partir de réactions Skraup séquentielles (réaction/condensation de Doebner Miller) de o-nitroaniline avec du diacétate de crotonaldéhyde. Il existe également une synthèse alternative qui implique la condensation de l'o-phénylènediamine, du m-nitrobenzènesulfonate et du diacétate de crotonaldéhyde. Cette méthode donne des rendements plus élevés mais reste moins économique. La néocuproïne cristallise sous forme de dihydrate et d'hémihydrate.

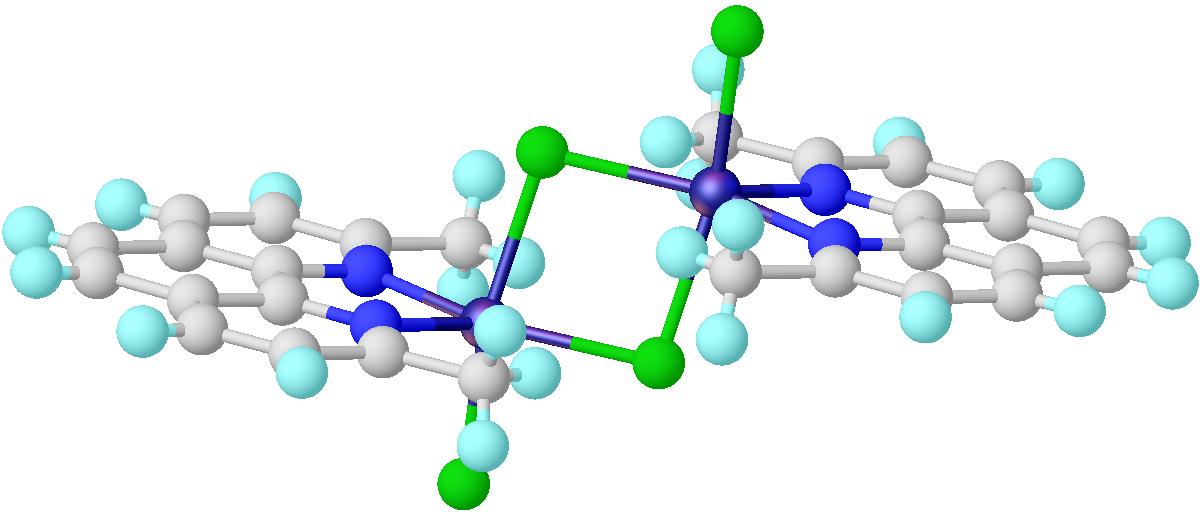
Structure 3D de [NiCl_{2}_{2}.

## Chimie de coordination
Au début des années 1930, les dérivés de phénanthroline sont devenus connus notamment pour leur utilisation comme indicateurs colorimétriques pour de nombreux métaux de transition. La néocuproïne s'est avérée avoir une forte affinité avec le cuivre (I). Le complexe résultant, [Cu(néocuproïne)2]+ a une couleur rouge-orange foncée. Les propriétés des complexes de néocuproïne de cuivre (I) ont été largement étudiées, par exemple pour la préparation de complexes de caténane et de rotaxane. La libération de NO+ (nitrosonium) catalysée par le cuivre à partir des S-nitrosothiols est inhibée par la néocuproïne. 
Par rapport à la 1,10-phénanthroline, la néocuproïne porte une masse stérique encadrant les sites donneurs d'azote. Une conséquence majeure à ceci est que les complexes de type [M(néocuproïne)3]n+ sont défavorisés, contrairement aux complexes dont les ligands phénanthroline sont dépourvus de substitution aux positions 2,9.  Le ligand bathocuproïne est similaire à la néocuproïne, mais a des substituants phényle aux positions 4,7.

## Autres métaux
Le platine forme les complexes plans carrés [PtX2 (2,9-diméthyl-1,10-phénanthroline)]. 
On a également découvert que la néocuproïne avait des propriétés qui provoquent la fragmentation et la disparition de la mélanine dans les mélanocytes de poisson zèbre adultes. On a également observé que ceux exprimant l'eGFP perdaient leur fluorescence, induite par ce gêne, en présence de néocuproïne. 